# حمض النونانويك
حمض النونانويك (أو حمض البيلاغرونيك) هو حمض كربوكسيلي له الصيغة الكيميائية C9H18O2، والتي يمكن كتابتها على الشكل CH3(CH2)7COOH. ويكون على شكل سائل زيتي مصفر اللون. ينتمي حمض النونانويك إلى الأحماض الدهنية المشبعة. تسمى أملاح واسترات هذا الحمض نونانوات.

## الوفرة الطبيعية
توجد مشتقات إسترية من حمض النونانويك في زيت نبات اللقلقي (التسمية العلمية Pelargonium)، ومن هنا أتى الاسم الدارج حمض البيلاغرونيك.

## الخواص
يوجد المركب في الشروط القياسية على شكل سائل زيتي مصفر، له انحلالية ضعيفة جداً في الماء، لكنه يمتزج مع الكلوروفورم والإيثر والهكسان.

## الاستخدامات
يستخدم حمض النونانويك في تحضير المزلقات ومشتقات الألكايدات والملدّنات. بالإضافة إلى استخدامه كمادة واقية في حماية المحاصيل الزراعية من الحيوانات، (من الأرانب مثلاً). كما أن الملح نونانوات الأمونيوم من مبيدات الأعشاب.